# Hasards ou coïncidences
Hasards ou coïncidences er en fransk film fra 1998 instrueret af Claude Lelouch. 

## Detaljer
- Musik: Francis Lai, Claude Bolling
- Længde: 116 minutter

## Rolleliste
- Alessandra Martines : Myriam Lini
- Pierre Arditi : Pierre Turi
- Marc Hollogne : Marc Deschamps
- Véronique Moreau : Catherine Desvilles
- Patrick Labbé : Michel Bonhomme
- Laurent Hilaire : Laurent
- Geoffrey Holder : Gerry
- Luigi Bonino : Le père de Myriam
- France Castel : La secrétaire du consul d'Italie
- Arthur Cheysson : Serge
- Sophie Clément
- Gaston Lepage
- Charles Gérard : L'homme sur le bateau
- Jacques Lavallée
- Vincenzo Martines : Mauro Lini
- David La Haye : Le voleur